# Legión Paraguaya
La Legión Paraguaya fue una unidad militar dirigida por los coroneles Juan Francisco Decoud y Fernando Iturburu que se formó en Argentina durante la Guerra de la Triple Alianza (también conocido como Guerra del Paraguay) , integrada principalmente por exiliados paraguayos y opositores al régimen de Francisco Solano López . Debido a la desconfianza entre los aliados Argentina y Brasil, la Legión nunca se convirtió en una unidad de combate fuerte, ya que los brasileños desconfiaban de esta unidad creada por Argentina. Comenzaron a luchar recién en marzo de 1869, pero bajo la bandera del país paraguayo.
Los legionarios fueron los que dominaron la escena política paraguaya durante el período liberal de los primeros años de la posguerra. El primer gobierno Provisional, el Triunvirato de 1869, incluyó a dos legionarios: José Díaz de Bedoya y Carlos Loizaga . Otros miembros de la unidad llegarían a la presidencia del país durante las próximas décadas, como Benigno Ferreira y Juan Bautista Egusquiza .
Políticamente, los legionarios fueron dividieron rápidamente en la facción Decoud y la facción Bareiro. La facción Decoud participó en la formación del Partido Liberal en 1887. Los ex partidarios de López y nacionalistas que en 1887 establecieron el Partido Colorado, utilizaron esto para retratar a los liberales como traidores, a pesar de que muchos de los firmantes del manifiesto fundacional de Colorado de 1887 también eran ex legionarios. 
Desde entonces, la palabra legionario tomó el significado de traidor en Paraguay, siendo utilizada en discursos por figuras como Alfredo Stroessner y Juan Manuel Frutos para arremeter contra sus adversarios políticos. 

## Guerra de la Triple Alianza
El Tratado de la Triple Alianza entre Brasil, Argentina y Uruguay, concluido el 24 de mayo de 1865 , incluía el artículo 7: “Como la guerra no es contra el pueblo del Paraguay, sino contra su gobierno, los Aliados podrán admitir en la Legión Paraguaya a todos ciudadanos de esa nacionalidad que apoyan el derrocamiento de ese gobierno». Esta tesis fue importante para los participantes de la Legión desde el punto de vista ideológico, político y jurídico.
Sin embargo, a pesar de las difíciles condiciones de vida, una gran mayoría de paraguayos apoyaron al régimen de López. La guerra iniciada por el gobierno paraguayo se presentó como defensiva. Esto fue facilitado por un estricto control burocrático, la propaganda de una “fortaleza asediada” y la verdadera crueldad de las tropas de la Triple Alianza (especialmente las brasileñas) en el trato con la población.
El número de la Legión Paraguaya no superó las 800 personas. No hubo afluencia de paraguayos. Ni siquiera fue posible reunir a 2.000 emigrantes paraguayos en Argentina, como se planeó cuando se creó . Al mismo tiempo, la parte brasileña percibía a la Legión como una formación argentina y sospechaba del proyecto. En general, la Legión no tuvo tanto un significado militar como político y simbólico: demostró la participación de los paraguayos del lado de la Triple Alianza.
Durante los primeros años de la guerra, diversas unidades de la Legión actuaron por separado, prácticamente sin un mando común, en diversas formaciones argentinas. En septiembre de 1865, Decoud, Ferreira y Sosa participaron en las negociaciones para la rendición del destacamento paraguayo del coronel Estigarribia durante el sitio de Uruguayana . Iturburu ayudó al gobernador argentino Justo Urquiza a negociar la retirada de las tropas paraguayas del general Wenceslao Robles de la provincia de Corrientes .
La Legión Paraguaya comenzó operaciones de combate activas sólo en el último año de la guerra. El resultado era inevitable: Paraguay estaba al borde de la derrota. En febrero de 1869 se creó en territorio paraguayo una formación de 367 personas al mando de Cirilo Antonio Rivarola. Los organizadores de la nueva unidad declararon estar dispuestos a "dar el golpe final al enemigo más brutal del pueblo paraguayo". El presidente argentino, Domingo Faustino Sarmiento, aprobó la iniciativa. El general argentino Emilio Mitre entregó a la Legión la bandera paraguaya . El presidente López logró expresar una protesta oficial al comandante de las tropas brasileñas, el Conde D’Eu.
Los combatientes de la Legión Paraguaya, que odiaban al régimen de López, se distinguían no sólo por su furia en las batallas, sino también por su brutalidad en las represalias. El coronel argentino Donato Álvarez informó al general Mitre que se vio obligado a retirar la “escuadrilla paraguaya” a causa de asesinatos y robos. Fuentes modernas admiten que "no todos los legionarios se comportaron de manera tan criminal" , pero estas situaciones eran bastante típicas.
El 1 de marzo de 1870, Francisco Solano López murió en batalla y con ello finalizó oficialmente la Guerra del Paraguay. El poder sobre Paraguay en los próximos años fue asumido por un triunvirato de la junta: Rivarola, Loysaga, Bedoya; los tres eran miembros de la Legión Paraguaya, aunque en ese tiempo de gobierno, el país era prácticamente un estado satélite del Imperio del Brasil. 

## Memoria de posguerra
Figuras de la Legión Paraguaya participaron activamente en la política de posguerra. Participaron en la creación de dos partidos políticos importantes: Colorado y Liberal  , y en ambos casos, entre los fundadores se encontraban veteranos de guerra del ejército de López. Rivarola, Egusquiza y Ferreira fueron presidentes de Paraguay en diferentes momentos. En el Paraguay moderno prevalece una actitud negativa hacia la Legión Paraguaya, pero no se extiende a los funcionarios gubernamentales que anteriormente lucharon en su composición.
La Legión es vista especialmente negativamente por las fuerzas de derecha de Paraguay. En este sentido, resultan interesantes las valoraciones de la situación en 2012 , cuando el presidente Fernando Lugo fue destituido . Los oponentes de derecha de Lugo criticaron duramente a sus partidarios de izquierda, que buscaban el apoyo de gobiernos extranjeros ideológicamente cercanos: Hugo Chávez en Venezuela , Evo Morales en Bolivia y - más simbólicamente - Dilma Rousseff en Brasil, Cristina Kirchner en Argentina y José Mujica en Uruguay. Estos llamamientos se denominaron “mentalidad legionaria”, una alianza antinacional con extranjeros con el fin de librar una lucha política interna. Los socialistas del Frente Guasu fueron llamados “legionarios del siglo XXI” (obvia consonancia con los “ socialistas del siglo XXI ”).